# Елжбета Локетек
Елжбета Локетек (на полски: Elżbieta Łokietkówna; на унгарски: Piast Erzsébet) е полска княгиня, кралица на Унгария (1320 – 1342), регентка на Полша (1370 – 1380), представителка на куявския клон на Пястката династия.

## Биография
Княгиня Елжбета е родена през 1305 година като второ дете в семейството на сандомежкия княз Владислав Локетек и Ядвига Калишка. Предполага се, че получава образование от представителки на ордена на Света Клара. През 1320 година баща и е коронясан за крал на Полша. Същата година Елжбета е дадена за съпруга на унгарския крал Карл Роберт.
През 1370 година умира брат и Кажимеж III Велики. Елжбета пристига в Полша като регентка на сина си Людвик Унгарски. В периода на нейното управление са засилват търговските връзки с Унгария, реформирано е управлението на солните мини и е завършена политиката за създаване на села и градове с немско право.